# عبد الإله شائع
عبد الإله حيدر شايع (1977 م) صحفي يمني استقصائي متخصص في شؤون مكافحة الإرهاب نال شهرته لتغطيته عمليات الطيران الأمريكي في قرية المعجلة بمحافظة أبين جنوب اليمن عام 2009 وتم سجنه من قبل الحكومة اليمنية بسبب تقاريره تنفيذا لمطالب أمريكية أعتقل في 18 يناير 2011 وأفرج عنه الرئيس عبد ربه منصور هادي في 23 يوليو 2013.

## سبب اعتقاله
في 17 ديسمبر 2009 قام الطيران الأمريكي بقصف مواقع في اليمن إدعت الحكومة اليمنية أنها منفذ العمليات  ونشرت الحكومة اليمنية الخبر لوسائل إعلام أجنبية، توجه عبد الإله نحو قرية من قرى أبين وقام بالتقاط صور لبقايا صواريخ من طراز بي جي إم-109 توماهوك الغير موجودة في ترسانة الجيش اليمني وأرسل الصور إلى وكالات أخبار عالمية ونشرت وثائق ويكيليكس وتقرير منظمة العفو الدولية مايدعم تقرير شايع وعلى إثرها تم اعتقال شايع في يناير عام 2011 بتهمة الانتماء لتنظيم القاعدة وحكم عليه في 18 يناير 2011 بالسجن لمدة خمس سنوات  في محاكمة وصفتها منظمة هيومن رايتس ووتش ومنظمة العفو الدولية بالصورية.
أُدين عبد الإله حيدر شايع من قبل المحكمة الجزائية الابتدائية المتخصصة بأمانة العاصمة بتهم عدة، منها «الاتصال برجال مطلوبين»، والانضمام إلى جماعة عسكرية، والعمل كمستشار إعلامي لتنظيم القاعدة. وبعد أن يقضي مدة حكمه البالغة خمس سنوات، سُيمنع من السفر لمدة سنتين أُخريين.
أعلن علي عبد الله صالح أنه سيطلق سراحه بعفو رئاسي في 2 فبراير 2011 بعد عدة احتجاجات ومطالبات ولكن مكالمة من الرئيس الأمريكي باراك أوباما عبر خلالها عن «قلقه» من إطلاق شايع حسب ماورد عن البيت الأبيض
ومنذ أن قبض عليه حتى 11 سبتمبر 2012، ظل عبد الإله حيدر محتجزاً بمعزل عن العالم الخارجي. وقد قال لمحاميه وغيرهم ممن كانوا حاضرين في إحدى جلسات المحكمة إنه تعرَّض للضرب خلال ذلك الوقت، مما أدى إلى إصابته بجروح في صدره وكدمات في مختلف أنحاء جسمه وكسر أحد أسنانه.

## الإفراج عنه
منذ توليه الرئاسة، نظمت وقفات احتجاجية امام منزل الرئيس عبد ربه منصور هادي بشكل متكرر ودوري للإعلاميين والصحفيين للمطالبة بالإفراج عنه.
تم الإفراج عن شائع بعد مرور 4 اعوام بعفو رئاسي بتاريخ 23-7-2013 م.

## وصلات خارجية
- الحقيقة الكاملة لإعتقال الصحفي عبد الإله حيدر شائع على يوتيوب